# Parafia św. Szymona i św. Heleny w Mińsku
Parafia św. Szymona i św. Heleny w Mińsku – rzymskokatolicka parafia znajdująca się w archidiecezja mińsko-mohylewskiej, w dekanacie Mińsk-Zachód, na Białorusi.

## Historia
Parafia powstała w 1905 roku. Kościół wzniesiono w latach 1905-1910, zamknięto w 1932 r. W latach 1944–1945 w kościele posługiwał Białorusin ks. Wiktor Szutowicz. 26 stycznia 1945 r. został aresztowany przez NKWD i skazany na 10 lat więzienia. Zesłano go do łagru w republice Komi, gdzie przebywał do 20 marca 1955 r.
Parafia reaktywowała się w 1990 r., kościół zwrócono wiernym i odrestaurowano w 1993 r.

## Obecnie
Przy parafia działa wspólnota młodzieżowa Syjon.